# 钝齿青荚叶
钝齿青荚叶（学名：Helwingia chinensis var. crenata）为山茱萸科青荚叶属下的一个变种。模式标本采自四川灌县。